# Siva Six
Siva Six – grecki zespół sceny dark electro powstały w 2005 roku w Atenach. Od roku 2016 działa i nagrywa w Lipsku w Niemczech.

## Historia
Jakkolwiek debiutancki album zespołu Siva Six ukazał się w roku 2005 i od tego też roku datuje się działalność grupy pod tą nazwą, początki istnienia przedsięwzięcia sięgają roku 1997, kiedy w Atenach trzech muzyków, o pseudonimach Evi (klawisze), Z (wokal) oraz Noid (klawisze), rozpoczęło działalność pod nazwą Wintermute. Początki nie były spektakularne, niemniej cover utworu Pornography znalazł się na wydanym w 1998 roku przez Equinox Records tribute poświęconemu zespołowi The Cure. Wintermute wydał dwa dema po czym Evi opuścił zespół. Pozostali muzycy udzielali się w tym czasie w innych greckich zespołach muzycznych jako klawiszowcy.
W roku 2005 muzycy zmienili nazwę na Siva Six i podpisali kontrakt z włoską wytwórnią Decadance Records na wydanie płyty. Jej nakładem ukazał się wtedy debiutancki album zatytułowany Rise New Flesh, będący wielkim sukcesem. Pozostając przez cztery miesiące na szczytach list przebojów i zbierając pozytywne recenzje w ponad dwudziestu krajach, dał grupie dużą rozpoznawalność, przekładającą się na 19 koncertów w Grecji i 32 w całej Europie, m.in. wspólnie z takimi zespołami jak Mortiis czy Gothminister. Grupa podczas koncertów supportowała też takie zespoły, jak Juno Reactor czy też Ministry.
Rok później ukazał się ich kolejny album Black Will. Płyta odniosła jeszcze większy sukces sprawiając, że Siva Six jest jak dotąd jedynym greckim zespołem który wspiął się na pierwsze miejsce włoskiej listy przebojów Alternative charts (Italy-No1 @ IAC 1/2007). Wydawnictwo znalazło się też w pierwszej dziesiątce Alternative charts w Niemczech, Holandii i Grecji. Po wydaniu płyty zespół wyruszył w duże tournee obejmujące ponad 30 koncertów w ośmiu krajach (Grecja, Włochy, Wielka Brytania, Norwegia, Rumunia, Bułgaria, Cypr, Japonia). Pod koniec 2006 roku zespół opuścił Noid, na jego miejsce w skład zespołu wszedł U-RI.
W listopadzie 2008 Decadance Records wydała wznowienie debiutanckiego albumu Rise New Flesh wzbogacone o bonusową płytę CD Flesh And Will Resurrected zawierającą remiksy utworów z pierwszych dwóch płyt, a wykonywane przez takich artystów, jak Dark Soho, Soman, Noisuf-X, Blood, Aes Dana, Dope Stars Inc., Mono No Aware, Xp8, Alien Vampires i wielu innych.
W roku 2010 zespół przenosi się do znanej belgijskiej wytwórni Alfa Matrix, jednocześnie podpisując kontrakt z japońską wytwórnią Death Watch Asia, odpowiedzialną od tej pory za dystybucję i promocję płyt grupy na rynkach Azji i Oceanii. W czerwcu 2011 roku ukazuje się trzecia płyta grupy zatytułowana The Twin Moons i właśnie te dwie wytwórnie były odpowiedzialne za jej dystrybucję na swoich obszarach działania. Pochodzący z niej udany cover głównego tematu z filmu Łowca androidów wprowadza zespół na parkiety taneczne klubów, a utwór Valley Of The Shadows doczekał się pierwszego w historii grupy teledysku powiększającego i tak dość sporą grupę fanów. Następują kolejne koncerty, grupa nawiązuje też współpracę ze znanym greckim kompozytorem awangardowym Chrisem Antoniou (Septic Flesh/Chaostar), włączając do brzmienia swych płyt orkiestrowe i klasyczne brzmienia nadające zespołowi unikatowy styl.
Czwarta płyta grupy, zatytułowana Dawn of Days ukazuje się pod koniec 2016 roku, poprzedzając wydaną w lutym 2018 roku, kolejną kompilację Nyx dotychczasowych dokonań zespołu wykonywanych przez innych znaczących wykonawców. Kompilacja ta dotarła do TOP 10 na liście German Electronic WebCharts.
19 listopada 2021 zespół powrócił nowym wydawnictwem, zatytułowanym Deathcult.
Siva Six jest stosunkowo częstym gościem na festiwalach muzycznych, można tu wymienić takie występy, jak niemiecki Wave Gotik Treffen 2014 w Lipsku, Ex.Fest 2016 w Lyonie, Infest Festival 2018 w Bradford czy Schattenwelt Festival 2018 w Wiedniu. Łącznie grupa wystąpiła jak dotąd w 17 krajach.

## Styl muzyczny
Muzyka zespołu to dark electro wzbogacane miejscami elementami industrialu oraz jak wspomniano wyżej wstawkami orkiestrowymi z muzyki klasycznej. Muzyka i aranżacja koncertów ma bardzo ponury i przerażający charakter, wręcz zaliczany przez niektórych do gatunku horrorcore. Wokal jest odhumanizowany, choć zrozumiały.

## Skład zespołu
- Z – wokal (od 1995 – Wintermute)
- U-RI – instrumenty klawiszowe (od 2006)

## Dyskografia

### Albumy
- 2005 – Rise New Flesh
- 2006 – Black Will
- 2011 –  The Twin Moons
- 2016 – Dawn of Days
- 2021 – Deathcult

### EP
- 2013 – Superstition[20]
- 2023 – Fight the Machine[21]

### Kompilacje
- 2008 – Flesh And Will Resurrected
- 2018 – Nyx